# Live at the Rainbow '74
«Live at the Rainbow '74» — концертний альбом британського рок-гурту «Queen», що вийшов у вересні 2014 року.

## Реліз і зміст
Альбом вийшов у форматах CD-сингл, подвійний CD, DVD, SD Blu-ray і четверний LP, а також як делюкс-бокс-сет, що містив пам'ятні репродукції з туру. Сингл-диск і відео-видання містили концерт із туру гурту «Sheer Heart Attack», який записали під час виступу в театрі «Rainbow» у Лондоні 19 і 20 листопада 1974 року, тоді як подвійний CD і LP-релізи містили цей матеріал і концерт, записаний в «Rainbow» на початку року, 31 березня, в рамках туру «Queen II». DVD і Blu-ray також містили чотири бонус-треки з попереднього концерту туру «Queen II».
Відеозапис раніше випустили як «Live at the Rainbow», півгодинний фільм, що містив кадри з обох листопадових концертів. Його показали у кінотеатрах у 1970-х і 1980-х роках як відкриття для фільмів, зокрема довші концертні фільми «Led Zeppelin» і «Pink Floyd», а також випуск фільму «Щелепи 2» в британських кінотеатрах. Інші кадри з листопадових концертів пізніше випустили на VHS як частину бокс-сету «Box of Tricks», що вийшов 1992 року.
Одна пісня з альбому раніше була доступна як аудіо. «Stone Cold Crazy» випустили як Б-сторону синглу «The Miracle» у 1989 році.

## Трек-лист

### Single CD/DVD/SD Blu-ray (листопадовий концерт)
| #   | Назва                                 | Автор                        | Тривалість |
| --- | ------------------------------------- | ---------------------------- | ---------- |
| 1.  | «Procession»                          | Мей                          | 1:18       |
| 2.  | «Now I'm Here»                        | Мей                          | 5:00       |
| 3.  | «Ogre Battle»                         | Мерк'юрі                     | 5:31       |
| 4.  | «Father to Son»                       | Мей                          | 5:55       |
| 5.  | «White Queen (As It Began)»           | Мей                          | 5:34       |
| 6.  | «Flick of the Wrist»                  | Мерк'юрі                     | 4:07       |
| 7.  | «In the Lap of the Gods»              | Мерк'юрі                     | 3:20       |
| 8.  | «Killer Queen»                        | Мерк'юрі                     | 1:26       |
| 9.  | «The March of the Black Queen»        | Мерк'юрі                     | 1:36       |
| 10. | «Bring Back That Leroy Brown»         | Мерк'юрі                     | 1:41       |
| 11. | «Son and Daughter»                    | Мей                          | 3:45       |
| 12. | «Guitar Solo»                         | Мей                          | 4:41       |
| 13. | «Son and Daughter» (Reprise)          | Мей                          | 2:14       |
| 14. | «Keep Yourself Alive»                 | Мей                          | 2:23       |
| 15. | «Drum Solo»                           | Тейлор                       | 0:51       |
| 16. | «Keep Yourself Alive» (Reprise)       | Мей                          | 1:23       |
| 17. | «Seven Seas of Rhye»                  | Мерк'юрі                     | 3:30       |
| 18. | «Stone Cold Crazy»                    | Мерк'юрі, Мей, Тейлор, Дікон | 2:40       |
| 19. | «Liar»                                | Мерк'юрі                     | 8:39       |
| 20. | «In the Lap of the Gods... Revisited» | Мерк'юрі                     | 4:10       |
| 21. | «Big Spender»                         | Сі Колмен, Дороті Філдс      | 1:31       |
| 22. | «Modern Times Rock 'N' Roll»          | Тейлор                       | 3:12       |
| 23. | «Jailhouse Rock»                      | Джеррі Лайбер, Майк Столлер  | 4:10       |
| 24. | «God Save the Queen»                  | народна, аранжування Мея     | 1:18       |

#### DVD/SD Blu-ray Bonus (березневий концерт)
| #  | Назва                        | Тривалість |
| -- | ---------------------------- | ---------- |
| 1. | «Son and Daughter»           | 3:31       |
| 2. | «Guitar Solo»                | 2:25       |
| 3. | «Son and Daughter» (Reprise) | 2:02       |
| 4. | «Modern Times Rock 'N' Roll» | 2:41       |

### Подвійний CD/четверний вінил

#### Диск перший (Queen II tour)
| Сторона перша | Сторона перша                | Сторона перша | Сторона перша |
| #             | Назва                        | Автор         | Тривалість    |
| ------------- | ---------------------------- | ------------- | ------------- |
| 1.            | «Procession»                 | Мей           | 1:15          |
| 2.            | «Father to Son»              | Мей           | 6:08          |
| 3.            | «Ogre Battle»                | Мерк'юрі      | 5:27          |
| 4.            | «Son and Daughter»           | Мей           | 3:31          |
| 5.            | «Guitar Solo»                | Мей           | 2:25          |
| 6.            | «Son and Daughter» (Reprise) | Мей           | 2:02          |

| Сторона друга | Сторона друга                      | Сторона друга | Сторона друга |
| #             | Назва                              | Автор         | Тривалість    |
| ------------- | ---------------------------------- | ------------- | ------------- |
| 7.            | «White Queen (As It Began)»        | Мей           | 5:49          |
| 8.            | «Great King Rat»                   | Мерк'юрі      | 7:05          |
| 9.            | «The Fairy Feller's Master-Stroke» | Мерк'юрі      | 2:53          |

| Сторона третя | Сторона третя                                                              | Сторона третя                                                                                       | Сторона третя |
| #             | Назва                                                                      | Автор                                                                                               | Тривалість    |
| ------------- | -------------------------------------------------------------------------- | --------------------------------------------------------------------------------------------------- | ------------- |
| 10.           | «Keep Yourself Alive»                                                      | Мей                                                                                                 | 2:10          |
| 11.           | «Drum Solo»                                                                | Тейлор                                                                                              | 0:28          |
| 12.           | «Keep Yourself Alive» (Reprise)                                            | Мей                                                                                                 | 1:24          |
| 13.           | «Seven Seas of Rhye»                                                       | Мерк'юрі                                                                                            | 3:10          |
| 14.           | «Modern Times Rock 'N' Roll»                                               | Тейлор                                                                                              | 2:41          |
| 15.           | «Jailhouse Rock / Stupid Cupid / Be-Bop-A-Lula / Jailhouse Rock» (Reprise) | Лайбер, Столлер/Говард Грінфілд, Нейл Седака/Джин Вінсент, Дональд Грейвс, Білл «Шеріфф Текс» Девіс | 4:32          |

| Сторона четверта | Сторона четверта            | Сторона четверта | Сторона четверта |
| #                | Назва                       | Автор            | Тривалість       |
| ---------------- | --------------------------- | ---------------- | ---------------- |
| 16.              | «Liar»                      | Мерк'юрі         | 8:28             |
| 17.              | «See What a Fool I've Been» | Мей              | 4:59             |

#### Диск другий (Sheer Heart Attack tour)
| Сторона перша | Сторона перша   | Сторона перша | Сторона перша |
| #             | Назва           | Автор         | Тривалість    |
| ------------- | --------------- | ------------- | ------------- |
| 1.            | «Procession»    | Мей           | 1:17          |
| 2.            | «Now I'm Here»  | Мей           | 4:57          |
| 3.            | «Ogre Battle»   | Мерк'юрі      | 5:30          |
| 4.            | «Father to Son» | Мей           | 5:54          |

| Сторона друга | Сторона друга                  | Сторона друга | Сторона друга |
| #             | Назва                          | Автор         | Тривалість    |
| ------------- | ------------------------------ | ------------- | ------------- |
| 5.            | «White Queen (As It Began)»    | Мей           | 5:33          |
| 6.            | «Flick of the Wrist»           | Мерк'юрі      | 4:05          |
| 7.            | «In the Lap of the Gods»       | Мерк'юрі      | 3:17          |
| 8.            | «Killer Queen»                 | Мерк'юрі      | 1:25          |
| 9.            | «The March of the Black Queen» | Мерк'юрі      | 1:35          |
| 10.           | «Bring Back That Leroy Brown»  | Мерк'юрі      | 1:39          |

| Сторона третя | Сторона третя                   | Сторона третя                | Сторона третя |
| #             | Назва                           | Автор                        | Тривалість    |
| ------------- | ------------------------------- | ---------------------------- | ------------- |
| 11.           | «Son and Daughter»              | Мей                          | 3:44          |
| 12.           | «Guitar Solo»                   | Мей                          | 4:41          |
| 13.           | «Son and Daughter» (Reprise)    | Мей                          | 2:14          |
| 14.           | «Keep Yourself Alive»           | Мей                          | 2:22          |
| 15.           | «Drum Solo»                     | Тейлор                       | 0:51          |
| 16.           | «Keep Yourself Alive» (Reprise) | Мей                          | 1:24          |
| 17.           | «Seven Seas of Rhye»            | Мерк'юрі                     | 3:28          |
| 18.           | «Stone Cold Crazy»              | Мерк'юрі, Мей, Тейлор, Дікон | 2:39          |

| Сторона четверта | Сторона четверта                      | Сторона четверта         | Сторона четверта |
| #                | Назва                                 | Автор                    | Тривалість       |
| ---------------- | ------------------------------------- | ------------------------ | ---------------- |
| 19.              | «Liar»                                | Мерк'юрі                 | 8:39             |
| 20.              | «In the Lap of the Gods... Revisited» | Мерк'юрі                 | 4:09             |
| 21.              | «Big Spender»                         | Колмен, Філдс            | 1:31             |
| 22.              | «Modern Times Rock 'N' Roll»          | Тейлор                   | 3:11             |
| 23.              | «Jailhouse Rock»                      | Лайбер, Столлер          | 4:07             |
| 24.              | «God Save the Queen»                  | народна, аранжування Мея | 1:16             |

### 2-LP вінилове видання
LP 1 (Queen II tour)
| Сторона перша | Сторона перша                   | Сторона перша | Сторона перша |
| #             | Назва                           | Автор         | Тривалість    |
| ------------- | ------------------------------- | ------------- | ------------- |
| 1.            | «Procession»                    | Мей           | 1:15          |
| 2.            | «Father to Son»                 | Мей           | 6:08          |
| 3.            | «Ogre Battle»                   | Мерк'юрі      | 5:27          |
| 4.            | «Son and Daughter»              | Мей           | 3:30          |
| 5.            | «Guitar Solo»                   | Мей           | 2:25          |
| 6.            | «Son and Daughter» (Reprise)    | Мей           | 2:02          |
| 7.            | «Keep Yourself Alive»           | Мей           | 2:10          |
| 8.            | «Drum Solo»                     | Тейлор        | 0:28          |
| 9.            | «Keep Yourself Alive» (Reprise) | Мей           | 1:24          |

| Сторона друга | Сторона друга                | Сторона друга | Сторона друга |
| #             | Назва                        | Автор         | Тривалість    |
| ------------- | ---------------------------- | ------------- | ------------- |
| 10.           | «Seven Seas of Rhye»         | Мерк'юрі      | 3:10          |
| 11.           | «Modern Times Rock 'N' Roll» | Тейлор        | 2:41          |
| 12.           | «Liar»                       | Мерк'юрі      | 8:28          |

LP 2 (Sheer Heart Attack tour)
| Сторона третя | Сторона третя               | Сторона третя | Сторона третя |
| #             | Назва                       | Автор         | Тривалість    |
| ------------- | --------------------------- | ------------- | ------------- |
| 13.           | «Procession»                | Мей           | 1:18          |
| 14.           | «Now I'm Here»              | Мей           | 4:47          |
| 15.           | «White Queen (As It Began)» | Мей           | 5:34          |
| 16.           | «Flick of the Wrist»        | Мерк'юрі      | 4:06          |

| Сторона четверта | Сторона четверта                      | Сторона четверта             | Сторона четверта |
| #                | Назва                                 | Автор                        | Тривалість       |
| ---------------- | ------------------------------------- | ---------------------------- | ---------------- |
| 17.              | «In the Lap of the Gods»              | Мерк'юрі                     | 3:17             |
| 18.              | «Killer Queen»                        | Мерк'юрі                     | 1:25             |
| 19.              | «The March of the Black Queen»        | Мерк'юрі                     | 1:35             |
| 20.              | «Bring Back That Leroy Brown»         | Мерк'юрі                     | 1:40             |
| 21.              | «Stone Cold Crazy»                    | Мерк'юрі, Мей, Тейлор, Дікон | 2:40             |
| 22.              | «In the Lap of the Gods... Revisited» | Мерк'юрі                     | 4:10             |

## Музиканти
- Фредді Мерк'юрі — головний вокал, піаніно, джанглбокс в «The Fairy Feller's Master-Stroke»
- Браян Мей — гітара, бек-вокал, укулеле в «Bring Back That Leroy Brown»
- Роджер Тейлор — ударні, перкусія, бек-вокал
- Джон Дікон — бас-гітара, бек-вокал в 8, 14, 19, 20, трикутник в «Killer Queen»

## Чарти
| Чарт (2014)                            | Позиція |
| -------------------------------------- | ------- |
| Австрія (Ö3 Austria)                   | 12      |
| Бельгія (Ultratop Flanders)            | 22      |
| Бельгія (Ultratop Wallonia)            | 13      |
| Нідерланди (Album Top 100)             | 7       |
| Фінляндія (Suomen virallinen lista)    | 40      |
| Німеччина (Offizielle Top 100)         | 9       |
| Угорщина (MAHASZ)                      | 34      |
| Італія (FIMI)                          | 15      |
| Польща (ZPAV)                          | 31      |
| Португалія (AFP)                       | 22      |
| Іспанія (PROMUSICAE)                   | 17      |
| Швейцарія (Schweizer Hitparade)        | 19      |
| Велика Британія (OCC)                  | 11      |
| США (Billboard 200)                    | 66      |
| США (Top Hard Rock Albums (Billboard)) | 5       |
| США (Billboard Music Video Sales)      | 2       |

## Реліз
| Країна          | Дата           | Лейбл      |
| --------------- | -------------- | ---------- |
| Велика Британія | 8 вересня 2014 | Virgin EMI |
| Канада          | 9 вересня 2014 | Hollywood  |
| США             | 9 вересня 2014 | Hollywood  |